# Capitólio Estadual de Indiana
O Capitólio Estadual de Indiana (em inglês: Indiana Statehouse) é a sede do governo do estado de Indiana. Localizado na capital, Indianápolis, foi incluído no Registro Nacional de Lugares Históricos em 28 de agosto de 1975.